# Holcocera insulatella
Holcocera insulatella é uma espécie de mariposa do gênero Holcocera pertencente à família Coleophoridae.